# 1 Bośniacko-Hercegowiński Pułk Piechoty
Bośniacko-Hercegowiński Pułk Piechoty Nr 1 – pułk piechoty cesarskiej i królewskiej Armii. 

## Historia pułku
Pułk został utworzony 1 stycznia 1894 roku z połączenia trzech samodzielnych bośniacko-hercegowińskich batalionów piechoty nr: 1 (sformowany w 1885 roku, 5 (sformowany w 1889 roku) i 9 (sformowany w 1892 roku). Święto pułkowe obchodzono 7 października, w rocznicę aneksji Bośni i Hercegowiny w 1908 roku.
Kolory pułkowe: czerwony (niem. alizarinrot), guziki złote. Skład narodowościowy w 1914 roku 94% – Chorwaci, Serbowie, 6% inni.
W 1894 roku komenda pułku razem z I i III batalionem stacjonowała w Sarajewie.
W latach 1903–1911 komenda pułku oraz bataliony I, II i IV stacjonowały w Wiedniu. III batalion w Sarajewie. W 1910 na dwa lata IV batalion został skierowany do Wiener Neustadt.
W latach 1912–1914 komenda pułku razem z I i IV batalionem stacjonowała w Wiedniu, w koszarach arcyksięcia Albrechta, natomiast II batalion w Wiener Neustadt, a  III batalion w Sarajewie.
Okręg uzupełnień – Sarajewo.
W 1914 roku pułk (bez III batalionu) wchodził w skład 49 Brygady Piechoty należącej do 25 Dywizji Piechoty, natomiast III batalion wchodził w skład 10 Brygady Górskiej należącej do 48 Dywizji Piechoty.

## Żołnierze
Komendanci pułku
- płk Ernst Ritter von Le Fort (1894[3])
- płk Victor Barleon (do 1903 → komendant 60 Brygady Piechoty Lwów[5])
- płk Artur Dąbrowski (1903–1907 → komendant 86 Brygady Piechoty OK)
- płk Alfred Schenk (1907–1910)
- płk Karl von Stöhr (1911–1914[1])

Oficerowie
- mjr piech. Adam Jaroszewski
- kpt. piech. Juliusz Padlewski-Skorupka
- kpt. aud. Franciszek Jankowski
- por. piech. Stanisław Elgas
- por. piech. Tadeusz Jawor